# Зубово (Юхновський район)
Зубово (рос. Зубово) — присілок в Юхновському районі Калузької області Російської Федерації.
Населення становить 75 осіб. Входить до складу муніципального утворення Село Щелканово.

## Історія
Від 2004 року входить до складу муніципального утворення Село Щелканово

## Населення
| 2002 | 2010 |
| ---- | ---- |
| 70   | ↗75  |